# Bröbberow
Bröbberow es un municipio situado en el distrito de Rostock, en el estado federado de Mecklemburgo-Pomerania Occidental (Alemania), a una altura de 15 metros. Su población a finales de 2016 era de 600 habs. y su densidad poblacional, 39 hab/km².